# Parandrita cephalotes
Parandrita cephalotes is een keversoort uit de familie dwergschorskevers (Laemophloeidae). De wetenschappelijke naam van de soort werd in 1854 gepubliceerd door LeConte als Laemophloeus cephalotes. Het betreft hier een zwart torretje met een nogal typisch vierkant hoofd en met mandibels die voorbij het labrum uitsteken, en met onder meer een driehoekig scutellum. Er is door de onderzoeker één exemplaar van gevonden, een mannetje, in de omgeving van de rivier de Colorado.